# Porozmawiaj z nią
Porozmawiaj z nią (hiszp. Hable con ella) – hiszpański film obyczajowy z 2002 roku w reżyserii Pedra Almodóvara.
Zdjęcia kręcono w Madrycie i Aranjuez, a także w Andaluzji (Kordoba, Lucena), Kastylii-La Manchy (Brihuega) oraz w Kastylii i León (Torredondo).

## Obsada
- Javier Cámara – Benigno Martín
- Darío Grandinetti – Marco Zuluaga
- Leonor Watling – Alicia
- Rosario Flores – 	Lydia González
- Mariola Fuentes – Rosa
- Geraldine Chaplin – Katerina Bilova, nauczycielka tańca
- Pina Bausch – tancerka 'Café Müller'
- Malou Airaudo – tancerka 'Café Müller'
- Caetano Veloso – piosenkarz
- Roberto Álvarez – Doktor
- Elena Anaya – Ángela
- Lola Dueñas – Matilde
- Adolfo Fernández – Niño de Valencia
- Ana Fernández – siostra Lydii
- Chus Lampreave – Portera

## Nagrody
- Nagroda Akademii Filmowej:
  - Oscar za najlepszy scenariusz oryginalny – Pedro Almodóvar
  - nominacja do Oscara za najlepszą reżyserię – Pedro Almodóvar
- BAFTA:
  - Najlepszy film nieanglojęzyczny – Pedro Almodóvar, Agustín Almodóvar
  - Najlepszy scenariusz oryginalny – Pedro Almodóvar
- Europejska Nagroda Filmowa:
  - Najlepszy Film Fabularny – Agustín Almodóvar
  - Najlepszy Reżyser – Pedro Almodóvar
  - Nagroda Publiczności – Najlepszy Reżyser – Pedro Almodóvar
  - Nagroda Publiczności – Najlepszy Aktor – Javier Cámara
  - Laureaci Nagrody dla Najlepszego Scenarzysty – Pedro Almodóvar
- César:
  - Najlepszy film z Unii Europejskiej – Pedro Almodóvar
- Międzynarodowa Akademia Prasowa:
  - Złoty Satelita – Najlepszy film zagraniczny
- Złoty Glob:
  - Najlepszy film zagraniczny